# John Albert Knebel
Pour les articles homonymes, voir Knebel.
John Albert Knebel, né le 4 octobre 1936 à Tulsa (Oklahoma), est un homme politique américain. Membre du Parti républicain, il est secrétaire à l'Agriculture entre 1976 et 1977 dans l'administration du président Gerald Ford.

## Biographie
Il effectue ses études à West Point, à l'université Creighton et à l'American University.